# Ionel Constantin
Ionel Constantin (Brăila, 6 de mayo de 1963) es un deportista rumano que compitió en piragüismo en la modalidad de aguas tranquilas. Ganó dos medallas en el Campeonato Mundial de Piragüismo en los años 1983 y 1986.
Participó en los Juegos Olímpicos de Los Ángeles 1984, donde finalizó cuarto en la prueba de K4 1000 m.

## Palmarés internacional
| Campeonato Mundial | Campeonato Mundial  | Campeonato Mundial | Campeonato Mundial |
| Año                | Lugar               | Medalla            | Evento             |
| ------------------ | ------------------- | ------------------ | ------------------ |
| 1983               | Tampere (Finlandia) | Medalla de oro     | K4 1000 m          |
| 1986               | Montreal (Canadá)   | Medalla de plata   | K4 10 000 m        |